# Estibaliz Carranza
Goidsargi Estibaliz „Esti“ Carranza Zabala, von 2002 bis 2008 Goidsargi Estibaliz Holz (* 6. September 1978 in Mexiko-Stadt), ist eine spanisch-mexikanische Geschäftsfrau und Doppelmörderin. Sie tötete 2008 ihren Ehemann und 2010 ihren Lebensgefährten und deponierte deren zerstückelte Leichen in einer zugemauerten Tiefkühltruhe unterhalb ihres Eissalons in Meidling, Wien. Nachdem die Leichen im Juni 2011 bei Reparaturarbeiten entdeckt wurden, floh Carranza aus Wien und wurde von der Polizei kurz darauf in Italien verhaftet. In der Presse wurde Carranza als Eislady bezeichnet und zu einer der bekanntesten Persönlichkeiten der jüngeren österreichischen Kriminalgeschichte. Seit ihrer Verurteilung verbüßt sie eine lebenslange Freiheitsstrafe in der Justizanstalt Asten in der gleichnamigen oberösterreichischen Marktgemeinde. Über Carranzas Leben wurden bereits zwei Bücher verfasst, wobei sie bei einem selbst als Autorin mitwirkte.

## Leben

### Kindheit und frühes Leben in Spanien
Goidsargi Estibaliz Carranza Zabala wurde in Mexiko-Stadt geboren, kam aber bereits im Alter von fünf Jahren mit ihrer Familie nach Spanien und wuchs in der katalanischen Stadt Barcelona auf. Seither hat sie sowohl die spanische als auch die mexikanische Staatsbürgerschaft. Ihr Vater Armando Carranza Mendoza Lopez ist ein lokal bekannter Autor und verfasste Bücher zu den Themen Esoterik, Schamanismus und das Leben der Inkas, Mayas und Azteken. Zuvor war er als Journalist tätig. Ihre Mutter Angela Zabala stammt aus dem Baskenland. Carranza hat außerdem einen jüngeren Bruder. Bereits gegen ihren eigenen tyrannischen Vater baute sie in Kindheitstagen Mordfantasien auf. Sie studierte an der Universität Barcelona auf Wunsch ihres Vaters Wirtschaftswissenschaften. Zu ihrer schwierigen Beziehung mit ihrem Vater sagte sie vor Gericht:

„Wir durften nicht auffallen, nicht existieren.“

Mit ihrem ersten Verlobten war Carranza fünf Jahre lang liiert. Zu dieser Beziehung ist aus ihren späteren Aussagen bekannt, dass dieser sie als sein Eigentum betrachtete und auch dementsprechend behandelte. Nachdem sie ihr Studium abgeschlossen hatte, trennte sich der Freund von ihr, da er, im Gegensatz zu ihr, nicht an einer ernsten Beziehung interessiert war. Die Mordfantasien richteten sich nun gegen ihren Ex-Freund und sie überlegte, bei dessen Wagen die Bremsschläuche zu manipulieren.

### Umzug nach Deutschland und Ehe mit Holger Holz
Kurz darauf verließ Carranza ihre spanische Heimat und ließ sich in Deutschland nieder. Sie lebte für kurze Zeit in München, wo sie als Au-Pair bei einer befreundeten Familie arbeitete. In der neuen Umgebung hatte Carranza keine Anlaufschwierigkeiten, da sie die deutsche Sprache bereits in ihrer Kindheit erlernte. Sie verblieb auch nach Ende ihrer Tätigkeit als Au-Pair in Bayern und nahm in einem Dorf in der Nähe von Nürnberg eine Arbeit in einem Eisladen an. Bei dieser Gelegenheit lernte sie ihren ersten Mann Holger Holz kennen. Der vierzehn Jahre ältere Holz, Mitglied der Religionsgemeinschaft Hare Krishna, war zum Zeitpunkt des Kennenlernens als Verkäufer von Kühlgeräten tätig. Bereits Wochen nach dem ersten Treffen machte er Carranza einen Heiratsantrag.
2002 heirateten Carranza und Holz und zogen in seine Heimatstadt Berlin. Schon bald nach der Hochzeit nahm Holz, der nun eine andere Seite von sich zeigte, seiner Frau alles Geld ab, das sie zu dieser Zeit als Kellnerin verdiente, später auch ihre Papiere, als sie ihn verlassen und nach Spanien zurückkehren wollte. Auch verbal und physisch soll er sie verletzt haben. Carranza blieb dennoch und nahm später erneut eine Arbeit in einem Eisladen an. Auch dort erfuhr sie Mobbing und Demütigungen. So wurden ihr unter anderem vom Vorgesetzten Toilettenbesuche verweigert. Carranza begann nun, Rachefantasien gegen ihn zu entwickeln, und recherchierte im Netz, wie man sein Geschäft am besten niederbrennen könnte.

### Eröffnung eines eigenen Eissalons in Wien und Mord an Holz
2005 gingen Carranza und Holz nach Wien, wo sie in der Oswaldgasse im Bezirk Meidling gemeinsam den Eissalon Schleckeria eröffneten. Holz beteiligte sich daran mit einem höheren Geldbetrag. Mit der Eröffnung eines eigenen Geschäfts ging ein Traum Carranzas in Erfüllung. Wiederum lernte sie ihren Mann von einer anderen Seite kennen, der nun seinen Hang zu Waffentechnik und Ego-Shootern auszuleben begann und sie zwang, ebenfalls der Hare Krishna beizutreten. 
Bereits kurz nach der Ankunft in Wien hatte Carranza den Eismaschinenverkäufer Manfred Hinterberger kennengelernt. Zwei Jahre später begann sie eine Liaison mit ihm und ließ sich von Holger Holz scheiden, der jedoch weiter in der kleinen, gemeinsamen Wohnung verblieb.
Am 27. April 2008 beendete Carranza ihre Arbeit im Eissalon und kehrte zu ihrer Wohnung zurück, wo sie auf Holz traf. Ihr nunmehriger Ex-Mann beleidigte und schikanierte sie laut ihrer Aussage im Verlauf des Abends stundenlang, bis sie dem ein Ende setzen wollte. Sie ergriff eine Beretta-Pistole und schoss dreimal von hinten auf Holz, während dieser am Computer spielte. Die Patronen der Kaliber-22-Waffe drangen zweimal in den Hinterkopf und einmal in die Schläfe ein. Die Schüsse waren tödlich.

„Ich war absolut hilflos, ich dachte, ich krieg mein Leben nie mehr zurück.“

Das Tatmotiv Carranzas war einerseits wohl, dass Holz nicht aus der gemeinsamen Wohnung ausziehen wollte, und andererseits, dass sie bei ihm Schulden hatte, deren Tilgung sie den Eissalon gekostet hätte.
Den Leichnam von Holz ließ Carranza nach dem Mord mehrere Tage auf dem Sessel sitzen. Erste Versuche, ihn zu verbrennen, scheiterten aufgrund der starken Rauchentwicklung. Einige Tage später schaffte sie sich in einem Baumarkt eine Kettensäge an und ließ sich dort auch erklären, wie diese zu handhaben ist. Zuhause zerteilte Carranza den Leichnam damit, steckte ihn in Plastiksäcke und fror die Teile zunächst ein. Als ihr die Wohnung im Herbst 2008 gekündigt wurde, betonierte sie die Plastikpakete in Wannen ein. Der Kopf war allerdings am Boden der Tiefkühltruhe angefroren, so dass sie auch diese mit Beton füllte. Die Wannen lagerte sie dann in einem Kellerabteil unter dem Eissalon. Carranza schaffte die Tiefkühltruhe selbst, mithilfe von zwei ahnungslosen Bekannten, an den Lagerort. Menschen, die sich nach Holz erkundigten, teilte sie mit, er habe sich einer Sekte in Indien angeschlossen, weshalb er auch nicht als vermisst gemeldet worden sei.

### Beziehung und Mord an Manfred Hinterberger
Nach dem Mord an Holger Holz ging Carranza eine Beziehung mit dem Oberösterreicher Manfred Hinterberger ein und zog mit ihm zusammen. Auch Hinterberger investierte in die Schleckeria einen höheren Geldbetrag, welchen sie nicht ohne den Verkauf des Eissalons hätte zurückzahlen können. Das Glück hielt jedoch nicht lange, denn Hinterberger war häufig untreu.
Von einem früheren Lebensgefährten wurde Carranza als unterwürfig charakterisiert, die für einen Mann alles tat. Für Hinterberger ließ sie sich laut eigenen Aussagen zu einigen kosmetischen Operationen verleiten, darunter eine Nasenverkleinerung, ein Facelifting und das Aufspritzen ihrer nach Hinterbergers Geschmack zu dünnen Lippen. Hinterberger wollte Carranzas Kinderwünsche nicht erfüllen, da er selbst bereits erwachsene Kinder hatte. In Carranza reifte schließlich der Entschluss heran, auch Hinterberger zu töten.

„Das ist so, als ob Sie ein Plastiksackerl über dem Kopf haben. Da müssen Sie einfach raus, in dem Moment müssen Sie einfach raus.“

Der Mord an Hinterberger geschah bereits mit einer gewissen Routine und Fehler wollte Carranza dabei nicht noch einmal machen. Zur Verbesserung der Treffsicherheit nahm sie speziell dafür Übungsstunden am Schießstand, während sie außerdem vor der Tat den Boden und die Wände des jeweiligen Zimmers, in welchem der Mord geschehen sollte, mit Plastikfolien auskleidete, um Spuren später einfacher beseitigen zu können.
Der minutiös vorbereitete Mord wurde in der Nacht vom 21. auf den 22. November 2010 verübt. Nach einem Ausflug zu zweit kehrte das Paar spätabends in die gemeinsame Wohnung zurück. Carranza wartete, bis Hinterberger eingeschlafen war, und tötete ihn mit vier Schüssen in den Hinterkopf aus nächster Nähe. Danach ließ sie den toten Körper einige Zeit unberührt, um ihn anschließend mithilfe einer Kettensäge in seine Einzelteile zu zerlegen. Die Leichenteile wurden anschließend wie jene von Ex-Mann Holz in einer Tiefkühltruhe im Keller des Eissalons einbetoniert.
Das Verschwinden Manfred Hinterbergers blieb jedoch dieses Mal nicht unbemerkt. Aufgrund wiederholter Nachfragen von Besorgten meldete Carranza ihn vier Tage nach dem Mord als vermisst. Im Dezember 2010 ging sie eine Beziehung mit Roland R. ein, von welchem sie kurz vor ihrer Verhaftung schwanger wurde.

### Entdeckung der Mordopfer und Flucht Carranzas
Die Wohnung und der Eissalon Carranzas befanden sich im selben Haus mit weiteren Geschäftslokalen. Einer der Mieter musste im Rahmen eines Wasserrohrbruchs auch Reparaturarbeiten im Keller durchführen. Dabei wurde am 6. Juni 2011 das Kellerabteil mit der Nummer 6, welches mit einem Vorhängeschloss versperrt war und zuvor keinem der Hausbewohner zugeordnet werden konnte, vom Mieter (in anderen Quellen von Handwerkern) aufgebrochen. Beim Betreten wurden eine Faustfeuerwaffe, drei mit Beton gefüllte Tiefkühltruhen und zubetonierte Maurertröge und Blumentöpfe gefunden. Aus einem ragte laut Berichten ein Unterschenkel heraus. Die herbeigerufene Polizei brachte kurz darauf diverse Leichenteile der getöteten Männer ans Tageslicht. Dabei wurden mehrere von Hinterberger geborgen, jedoch konnte von Holz nur der Schädel gefunden werden.
Am nächsten Tag, dem 7. Juni 2011, wurde Carranza in ihrem Eissalon von einem Nachbarn auf die Entdeckung angesprochen, welcher auch die Vermutung aussprach, dass es sich bei der Leiche um Manfred Hinterberger handeln könnte. Sie leerte ihr Konto und ihr Bankschließfach, ließ sich von ihrer vertrauten Putzkraft ihren Reisepass und ihr Sparbuch holen und fuhr mit einem Taxi zum Flughafen. Sie buchte ein Ticket nach Paris, floh aber aus Angst, von der Polizei noch vor dem Flugantritt festgenommen zu werden, wieder aus dem Flughafen. Zu dieser Zeit wurde bereits nach ihr gefahndet und Ermittler befanden sich bereits am Gate, um sie festzunehmen. Carranza bestieg erneut ein Taxi, welches sie nach Italien brachte. Sie checkte unter falschem Namen in einer Pension in Tolmezzo ein, welche sie bereits am nächsten Tag wieder verließ, und so der italienischen Polizei entkam. Carranza fuhr nach Udine und wurde dort von einem Straßenkünstler aufgenommen, welcher sie bei ihm nächtigen ließ. Dieser verständigte schließlich die Polizei, nachdem ihm wegen der Erzählungen Carranzas zu den gefundenen Leichenteilen, aber auch Selbstmordgedanken, was insofern keinen Sinn ergab, der Verdacht kam, dass hier etwas nicht stimmt.

### Festnahme und erste Vernehmungen
Am 10. Juni 2011 gegen 7:30 Uhr wurde Carranza in Udine festgenommen. Die österreichischen Behörden stellten umgehend ein Auslieferungsgesuch für die Tatverdächtige. Inzwischen war auch eine Leiche bereits als Manfred Hinterberger identifiziert worden. Carranza, zu diesem Zeitpunkt bereits im zweiten Monat schwanger, räumte in der Vernehmung sofort ein, dass sie die beiden Männer ermordet und beseitigt hat. Bereits kurze Zeit danach ging der Fall in Österreich und in Spanien durch die Presse. Es wurde spekuliert, wie eine als klein und zierlich geltende Frau die kraftraubende Arbeit des Zerstückelns der Körper, das Einbetonieren einiger Körperteile und das Beseitigen der restlichen alleine bewerkstelligen konnte. Ein Komplize, der bei den Taten etwa helfend mitgewirkt hätte, konnte jedoch nicht ermittelt werden.
Am 24. Juni 2011 wurde Carranza an die österreichische Justiz ausgeliefert und kam aufgrund des Mordverdachts in zwei Fällen in Untersuchungshaft. Am 11. Januar 2012 gebar sie im Kaiser-Franz-Josef-Spital in Favoriten einen Sohn, welcher kurz nach der Geburt dem Vater übergeben wurde. Im März 2012 heirateten die beiden in der Vernehmungszone der Justizanstalt Wien Josefstadt.

### Psychiatrisches Gutachten
In einem psychiatrischen Gutachten wurde Anfang Juli 2012 festgestellt, dass die Angeklagte besonders gefährlich sei und während ihrer Taten zurechnungsfähig war. Die Gerichtspsychiaterin Adelheid Kastner diagnostizierte bei Carranza eine schwere Persönlichkeitsstörung und äußerte die Befürchtung, dass diese in Freiheit erneut schwere Straftaten begehen könnte. Sie habe sich in Beziehungen stets dem Partner komplett unterworfen, sei aber in dieser Position nie glücklich geworden, und da sie nicht in der Lage war, diese dann zu beenden, seien ihr nur noch deviante (von der Norm abweichende) Auswege geblieben. Deshalb müsse sie, bevor sie eine neue Beziehung eingehen kann, immer zuerst das Gescheiterte auf ihre Weise beenden. Trotz der festgestellten Zurechnungsfähigkeit wurde eine Einweisung in eine Anstalt für geistig abnorme Rechtsbrecher empfohlen.

### Gerichtsprozess und Verurteilung
Am 5. September 2012 erhob die Wiener Staatsanwaltschaft Anklage gegen Carranza wegen Doppelmordes zum Nachteil von Holger Holz und Manfred Hinterberger und beantragte ihre Einweisung in eine Anstalt für geistig abnorme Rechtsbrecher. In der Anklageschrift wurde sie als Frau mit „geradezu einzigartiger Kaltblütigkeit und Skrupellosigkeit“ beschrieben. Nach den beiden Morden soll sie keine Reue gezeigt und sich äußerlich nichts von neuen Lebensgefährten anmerken lassen haben. Die Gerichtsverhandlung wurde auf den 19. November 2012 terminiert, sollte ursprünglich drei Tage dauern und wurde sodann auf vier Prozesstage erstreckt. Carranza wurde im Strafprozess von den Anwälten Werner Tomanek und Rudolf Mayer verteidigt. Letzterer vertrat bereits die „Schwarze Witwe“, die Serienmörderin Elfriede Blauensteiner und den Entführer und Vergewaltiger Josef Fritzl.
Bereits am ersten Prozesstag legte Carranza ein volles Geständnis zu allen Anklagepunkten ab und bezeichnete ihre Taten selbst als „widerlich“. Sie habe sich nach den Morden „miserabel“ gefühlt, sich aber nicht selbst das Leben nehmen können. Ihre fehlende Reue und Empathielosigkeit rechtfertigte sie mit der Einnahme beruhigender Medikamente, welche sie gefühlskalt machten. Außerdem wolle sie kein Mitleid mit sich erregen.

„Wenn ich in Tränen ausbreche, würde man sagen, was ist das für ein Theater. Es ist widerlich, was ich getan habe. Ich versuche, mich zusammenzureißen und die Schuld auf mich zu nehmen.“

Am 22. November 2012 endete der Prozess mit einem Schuldspruch und einer Verurteilung zu einer lebenslangen Freiheitsstrafe wegen Doppelmordes und die Einweisung in eine Anstalt für geistig abnorme Rechtsbrecher. Carranzas Anwälte legten Berufung ein. Jedoch wurde das Urteil am 20. März 2013 vom Oberlandesgericht Wien bestätigt und somit rechtskräftig.

### Leben in Haft und Etablierung als Medienfigur
Bereits kurz nach dem Haftantritt berichteten Medien über ihren Gefängnisalltag und das Leben Carranzas in der Justizanstalt Schwarzau. Besondere Faszination für die Boulevardpresse erregte sie insbesondere mit Erzählungen über ihre Eskapaden in der Haft. So konnten diese Blätter beinahe wöchentlich mit neuen Storys aufwarten und wurde Carranza zur wohl bekanntesten und auch noch als hübsch geltenden Mörderin im deutschen Sprachraum. Carranza machte sich aber auch selbst zur „Marke“ und nutzte geschickt das Interesse an ihrer Person und ihrer Geschichte. Im November 2014 veröffentlichte sie ihre Memoiren, die sie zusammen mit der Journalistin Martina Prewein verfasste. In diesem Buch, welches unter dem Namen Meine zwei Leben: Die wahre Geschichte der Eislady von edition a publiziert wurde, schildert sie ihr Leben, beginnend mit ihrer Kindheit in Mexiko bis zum Leben in Haft. Innerhalb eines Jahres verkaufte sich das Buch über zehntausend Mal, stieß aber auch auf Kritik, bereits beim eigenen Ehemann. Dieser betonte, dass mit Toten keine Geschäfte gemacht werden sollten.
Im August 2016 wurde bekannt, dass Carranza vom niederösterreichischen Frauengefängnis Schwarzau in die Justizanstalt Asten in der gleichnamigen oberösterreichischen Marktgemeinde verlegt wird. Durchgeführt wurde die Verlegung erst Anfang November 2017. Im Februar 2017 wurden zwei Mitinsassinnen in Schwarzau wegen gefährlicher Bedrohung Carranzas zu sechs und acht Monaten Haft verurteilt.
Im September 2018 wurde ein zweites Buch zum Leben Carranzas veröffentlicht. Der Autor Bernhard Salomon führte dafür mehr als hundert Gespräche mit ihr und schrieb die Ergebnisse in dem Werk Zelle 14 Die wahre Geschichte der Liebe zwischen der Mörderin Estibaliz Carranza, bekannt als Eislady, und einem Mithäftling nieder. Es wurde auch erstmals die Beziehung Carranzas mit dem Mithäftling Martin L. publik, nachdem sie sich zuvor von ihrem Ehemann und Vater ihres Sohnes getrennt hatte. Nach dem Bekanntwerden der Beziehung mit Martin L. wurde dieser in eine andere Haftanstalt verlegt. Zuvor hatten sie sich noch verlobt. Im August 2018 ließen sich Carranza und ihr Ehemann Roland R. nach sechseinhalbjähriger Ehe scheiden. Im Juli 2019 trennte sich Carranza auch von Martin L.

## Rezeption
Die Person Estibaliz Carranza diente der österreichischen Schriftstellerin Bettina Balàka als direkte Vorlage für ihr Werk Die Prinzessin von Arborio, welches im Jahr 2016 veröffentlicht wurde.
Die Taten Carranzas werden in der US-amerikanischen Krimi-Dokumentation Deadly Women in Episode sechs der 12. Staffel mit dem Titel The Blame Game behandelt und in der vierten Folge der dritten Staffel von Im Kopf des Verbrechers.